# Norman Sieroka
Norman Sieroka (* 1974, aufgewachsen in der Nähe von Worpswede) ist ein deutsch-schweizerischer Philosoph und Hochschullehrer.

## Leben
Sieroka studierte an der Ruprecht-Karls-Universität Heidelberg und der University of Cambridge sowohl Philosophie als auch Physik und Mathematik. 1999 erhielt er in Cambridge den Master of Philosophy in Geschichte und Philosophie der Wissenschaft, 2002 in Heidelberg das Diplom in Physik.
Seine erste Promotion folgte 2004 am Institut für Theoretische Physik der Universität Heidelberg mit einer Arbeit über Neurophysiologische Aspekte der Zeitwahrnehmung, 2009 folgte eine Promotion und 2012 die Habilitation im Fach Philosophie an der ETH Zürich, wo er anschließend von 2004 bis 2019 im Departement für Geistes-, Sozial und Staatswissenschaften sowie im Departement für Physik tätig war. Sieroka war 2015 Gastprofessor für Wissenschaftsphilosophie und Geschichte der Wissenschaft an der University of Notre Dame, 2022 bis 2025 Fellow am Einstein Center Chronoi in Berlin und 2023 Gastprofessor am Singapore-ETH Centre.
Seit 2019 ist er Professor für Theoretische Philosophie an der Universität Bremen. Außerdem ist er Privatdozent für Philosophie an der ETH Zürich.

## Forschungsschwerpunkte
Sierokas Forschungsschwerpunkte liegen in der Theoretischen Philosophie. Systematisch arbeitet er zur Philosophie der Zeit, Naturphilosophie, erkenntnistheoretischen Motiven der Einzelwissenschaften (insbesondere der Physik und der Mathematik), Philosophie des Geistes (insbesondere Phänomenologie und auditorisch-musikalische Wahrnehmung) sowie methodischen Fragen der Geschichtsschreibung von Philosophie und Einzelwissenschaft. Historisch arbeitet er zu den ionischen Denkern in der Antike, Leibniz und Spinoza in der frühen Neuzeit, Fichte und Schelling in der klassischen deutschen Philosophie sowie Edmund Husserl, Ernst Cassirer, Hermann Weyl und Alfred North Whitehead im 20. Jahrhundert.
Neben Fachpublikationen hat Sieroka auch populärwissenschaftliche Einführungsbände zur Philosophie der Zeit und zur Philosophie der Physik geschrieben. Außerdem arbeitet er zu den Themen Zeit und Hören immer auch in interdisziplinären Kontexten -- von Architektur über Entwicklungshilfe bis hin zu Kooperationen und Konzertveranstaltungen gemeinsam mit Musikschaffenden wie Anna Depenbusch, Eric Schaefer und Uwe Steinmetz. Weiterhin ist er öffentlich bekannt durch Beiträge im Westdeutschen Rundfunk, Deutschlandfunk Kultur, Radio Bremen, Bayerischen Rundfunk, Saarländischen Rundfunk, Südwestrundfunk, Hessischen Rundfunk, Schweizer Radio SRF 2 und SRF 3 sowie 3sat.

## Publikationen (Auswahl)

### Monografien
- Norman Sieroka: Zeit-Hören: Erfahrungen, Taktungen, Musik (Reihe "Chronoi: Zeit, Zeitempfinden, Zeitordnungen"). De Gruyter, Berlin 2024. open access: https://www.degruyterbrill.com/document/doi/10.1515/9783111403632
- Norman Sieroka: Philosophie der Zeit. Grundlagen und Perspektiven. C.H. Beck, München 2018, ISBN 978-3-406-72787-0 (128 S.).
- Norman Sieroka: Leibniz, Husserl, and the Brain. Palgrave Macmillan, Basingstoke 2015, ISBN 978-1-349-49797-3 (englisch, 316 S.).
- Norman Sieroka: Philosophie der Physik. Eine Einführung. C.H. Beck, München 2014, ISBN 978-3-406-66794-7 (127 S.). Zweite Auflage 2022, ISBN 978-3-406-77277-1 (127 S.).
- Norman Sieroka: Umgebungen. Symbolischer Konstruktivismus im Anschluss an Hermann Weyl und Fritz Medicus. Chronos, Zürich 2010, ISBN 978-3-0340-1006-1 (416 S.).
- Hans Günter Dosch, Volkhard Müller und Norman Sieroka: Quantum Field Theory in a Semiotic Perspective (= Schriften der Mathematisch-naturwissenschaftlichen Klasse. Nr. 17). Springer, Heidelberg 2005, ISBN 978-3-540-28211-2 (englisch, 62 S.).

### Beiträge in Sammelbänden
- Catherine Herbin und Norman Sieroka: Paradoxien des Auditiven? Ambiguitäten und Diskrepanzen beim Hören und in der Musik. In: Alexander Max Bauer, Gregor Damschen und Mark Siebel (Hrsg.): Paradoxien. Grenzdenken und Denkgrenzen von A(llwissen) bis Z(eit). mentis, Paderborn 2023, ISBN 978-3-96975-251-7, S. 177–201, doi:10.30965/9783969752517_009.
- Norman Sieroka: Unities of Knowledge and Being: Weyl's Late „Existentialism“ and Heideggerian Phenomenology. In: Harald A. Wiltsche und Philipp Berghofer (Hrsg.): Phenomenological Approaches to Physics. Springer, Cham 2020, ISBN 978-3-03046975-7, S. 107–122 (englisch).
- Norman Sieroka: Time and Suffering. False Metaphors, (De)synchronous Times, and Internal Dynamics. In: Shyam Wuppuluri und Giancarlo Ghirardi (Hrsg.): Space, Time, and Limits of Human Understanding. Springer, Dordrecht 2017, ISBN 978-3-319-44417-8, S. 371–380 (englisch).
- Norman Sieroka: A Post-Kantian Approach to the Constitution of Matter. In: Gertrudis van de Vijver und Boris Demarest (Hrsg.): Objectivity after Kant. Its Meaning, Its Limitations, Its Fateful Omissions. Olms, Hildesheim 2013, ISBN 978-3-487-14897-7, S. 41–55 (englisch).

### Artikel in Fachzeitschriften
- Norman Sieroka: Variatio delectat. Wiederholung, Neuerung und warum wir hinhören sollten, wenn es um Zeit geht. In: Allgemeine Zeitschrift für Philosophie, Band 50, Nr. 1, 2025, S. 107–120.
- Norman Sieroka: Recurrent Aspects of Ancient Chinese, Greek, and Near Eastern World Maps. In: Ancient Philosophy, Band 44, Nr. 2, 2024, S. 487–506.
- Norman Sieroka, Tammo Lossau und Tim Neudecker: Emergent Properties in Chemistry: Relating Molecular Properties to Bulk Behavior. In: Chemistry – A European Journal, Band 30, Nr. 25, 2024, e202303868.
- Norman Sieroka: Making a Theme Audible: Imparting Non-Discursive Knowledge in Natural Philosophy by Means of Poetry and Aphorism. In: Symphilosophie, Band 5, 2023, S. 301–337.
- Norman Sieroka und Stefan Uppenkamp: Paradoxien beim Hören. In: Physik in unserer Zeit, Band 53, Nr. 1, 2022, ISSN 1521-3943, S. 28–34, doi: 10.1002/piuz.202101621.
- Schneider, Walters, Plowright, Sieroka et al.: Rethinking Drug Design in the Artificial Intelligence Era. In: Nature Reviews Drug Discovery. Band 19, Nr. 5, 2020, ISSN 1474-1776, S. 353–364, doi: 10.1038/s41573-019-0050-3 (englisch).
- Norman Sieroka: Theoretical Construction in Physics. In: Studies in History and Philosophy of Modern Physics. Band 61, 2018, ISSN 0039-3681, S. 6–17, doi:10.1016/j.shpsb.2017.05.009 (englisch).
- Norman Sieroka: The Bounds of Experience. Encountering Anaximander’s In(de)finite. In: Ancient Philosophy. Band 37, Nr. 2, 2017, ISSN 0740-2007, S. 243–263, doi:10.5840/ancientphil201737222 (englisch).
- Norman Sieroka: Phänomenale Zeit, Leid und Leidvermeidung. Eine Bestandsaufnahme. In: Zeitschrift für philosophische Forschung. Band 70, Nr. 1, 2016, ISSN 0044-3301, S. 47–73.
- Norman Sieroka: Geometrization Versus Transcendent Matter: A Systematic Historiography of Theories of Matter. In: British Journal for the Philosophy of Science. Band 61, Nr. 4, 2010, ISSN 0007-0882, S. 769–802 (englisch).